# 卢瓦龙
卢瓦龙（法語：Loiron，法語發音：[lwaʁɔ̃]）是法国马耶讷省的一个旧市镇，位于该省西部，属于拉瓦勒区。2016年1月1日，卢瓦龙和相邻的吕耶勒格拉沃莱合并为新市镇卢瓦龙-吕耶（Loiron-Ruillé），卢瓦龙为政府驻地。

## 地理
卢瓦龙（48°3'33"N, 0°56'6"W）面积22.92 平方千米，位于法国卢瓦尔河地区大区马耶讷省，该省份为法国西北部内陆省份，北起芒什省和奧恩省，西接伊勒-维莱讷省，南至曼恩-卢瓦尔省，东临萨尔特省。
与卢瓦龙接壤的市镇（或旧市镇、城区）包括：勒热内-圣伊勒。

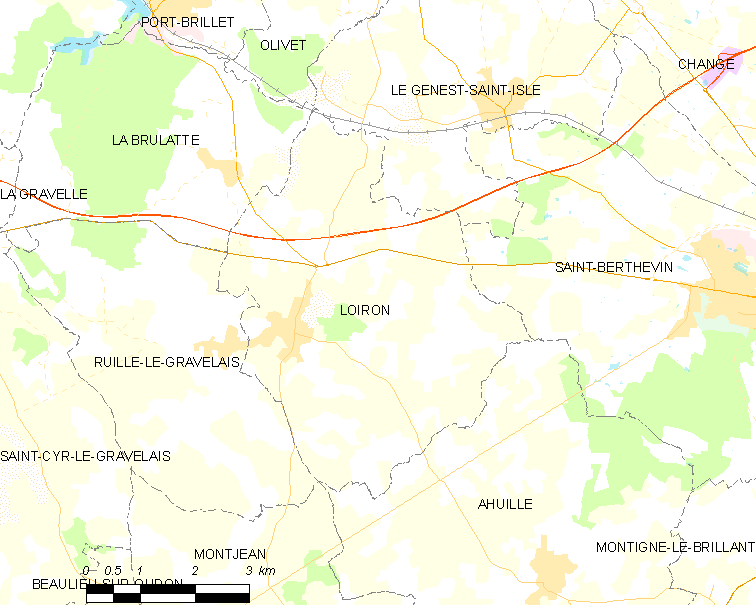
卢瓦龙的OSM定位图

卢瓦龙的时区为UTC+01:00、UTC+02:00（夏令时）。

## 行政
卢瓦龙的邮政编码为53320，INSEE市镇编码为53137。

## 政治
卢瓦龙所属的省级选区为卢瓦龙-吕耶县。

## 人口

1962-2008年间卢瓦龙人口变化图示

卢瓦龙于2018年1月1日时的人口数量为1722人。